# Conus boivini
Conus boivini é uma espécie de gastrópode do gênero Conus, pertencente a família Conidae.